# 小行星207661
小行星207661（207661 Hehuanshan），臨時編號2007 PR5，是一顆位於小行星帶的小行星。由鹿林天文台於2007年8月6日發現。
該小行星以台灣中部的合歡山命名。合歡山位於南投縣和花蓮縣的邊界，在太魯閣國家公園內。每年台灣的星空饗宴會於11月中下旬在合歡山舉行。。